# Championnat National du Benin
Der Championnat National du Benin ist die höchste Fußball-Spielklasse in Benin. 
Die Liga wurde 1969 gegründet, wobei aufgrund der politisch instabilen Lage im Land in einigen Jahren keine Meisterschaft ausgetragen bzw. komplettiert wurde. Aktueller Meister (Spielzeit 2023/24) ist der Coton FC, historisch erfolgreichster Fußballclub des Landes ist AS Dragons FC de l’Ouémé mit zwölf Titeln.

## Modus
Zwei Gruppen spielen jeweils die reguläre Saison mit Hin- und Rückspiel gegeneinander. Die besten vier Mannschaften jeder Gruppe spielen in Play-offs den Meister, die beiden Letzten in einer Relegationsrunde die Absteiger heraus. Seit 2018 ist die Meisterschaft eingleisig (mit 19 Mannschaften), ab 2019 wird die Meisterschaft auf 16 Mannschaften reduziert.

## Teilnehmende Mannschaften 2022/23
- Ajijas Cotonou
- AS Cavaliers
- AS Cotonou
- AS Dragons FC de l’Ouémé
- AS Police FC
- AS Sobemap
- ASPAC FC
- AS Takunnin
- ASVO FC
- Avrankou Omnisports
- Ayéma FC
- Aziza FC
- Bani Gansè FC
- Béké FC
- Buffles du Borgou FC
- Coton FC
- Dadjè FC
- Damissa FC
- Djèffa FC
- Dynamique FC
- Dynamo FC d’Abomey
- Dynamo FC
- Energie Sport FC
- ESAE FC
- Espoir FC
- Hodio FC
- JA Kétou
- JS Ouidah
- JS Pobè
- OFMAS-SAD FC
- Panthères FC
- Réal Sports de Parakou
- Requins de l’Atlantique FC
- Sitatunga FC
- Soleil FC
- Tonnerre d’Abomey FC

## Meister des Championnat National
| - 1969: FAD Cotonou - 1970: AS Porto-Novo - 1971: AS Cotonou - 1972: AS Porto-Novo - 1973: AS Porto-Novo - 1974: Etoile Sportive Porto-Novo - 1975: – - 1976: – - 1977: – - 1978: AS Dragons FC de l’Ouémé (Porto-Novo) - 1979: AS Dragons FC de l’Ouémé (Porto-Novo) - 1980: Buffles du Borgou FC (Parakou) - 1981: Ajijas Cotonou - 1982: AS Dragons FC de l’Ouémé (Porto-Novo) - 1983: AS Dragons FC de l’Ouémé (Porto-Novo) - 1984: Lions de l’Atakory (Cotonou) - 1985: Requins de l’Atlantique FC (Cotonou) - 1986: AS Dragons FC de l’Ouémé (Porto-Novo) - 1987: Requins de l’Atlantique FC (Cotonou) - 1988: – - 1989: AS Dragons FC de l’Ouémé (Porto-Novo) - 1990: Requins de l’Atlantique FC (Cotonou) - 1991: Postel Sport FC (Porto-Novo) - 1992: Buffles du Borgou FC (Parakou) - 1993: AS Dragons FC de l’Ouémé (Porto-Novo) - 1994: AS Dragons FC de l’Ouémé (Porto-Novo) - 1995: Toffa Club Cotonou - 1996: Mogas 90 FC (Porto-Novo) - 1997: Mogas 90 FC (Porto-Novo) - 1998: AS Dragons FC de l’Ouémé (Porto-Novo) - 1999: AS Dragons FC de l’Ouémé (Porto-Novo) - 2000: – - 2001: – - 2001/02: AS Dragons FC de l’Ouémé (Porto-Novo) - 2003: AS Dragons FC de l’Ouémé (Porto-Novo) - 2004: Meisterschaft nicht zu Ende gespielt - 2005: – - 2005/06: Mogas 90 FC (Porto-Novo) - 2007: Tonnerre d’Abomey FC - 2008/09: nachträglich für ungültig erklärt - 2009: – - 2009/10: ASPAC FC - 2010/11: Meisterschaft abgebrochen - 2011/12: ASPAC FC - 2012/13: Jeunesse Athlétique du Plateau - 2013/14: Buffles du Borgou FC (Parakou) - 2014/15: Meisterschaft ausgesetzt - 2016: Meisterschaft ausgesetzt - 2017: Buffles du Borgou FC (Parakou) - 2018/19: Buffles du Borgou FC (Parakou) - 2019/20: Meisterschaft abgebrochen - 2021: ESAE FC - 2021/22: Coton FC - 2022/23: Coton FC - 2023/24: Coton FC - 2024/25: Dadjè FC |